# Erfán Ferenc
Erfán Ferenc (Ungvár, Szovjetunió, 1959. január 28. –) festő- és iparművész. A Magyar Művészeti Akadémia tagja (2005). Boksay József unokája.

## Életútja
Középfokú tanulmányokat a Kijevi Képzőművészeti Szakközépiskolában (1974-1979) folytatott. Érettségi vizsgája után felvették a lvivi Iparművészeti Főiskolára (1979-1984), ahol Monasztirszkij Vitold és Frank Iván voltak a mesterei. Ungváron él és alkot. 1990 óta alapító tagja a Kárpátaljai Magyar Képző- és Iparművészek Révész Imre Társaságának, ezen képzőművészeti társulat által rendezett csoportos kiállításokon vesz részt. A Révész Imre Társaság 1991 májusában alakult, 20 éves fennállásának jubileumát 2011. május 19-én ünnepelte jubileumi kiállítással egybekötve. Erfán Ferenc 2009 óta az ungvári Boksay József Szépművészeti Megyei Múzeum igazgatója.
Az 1990-es években magyarországi művésztelepekre látogatott, dolgozott a tiszapéterfalvi, mezőkövesdi, lakiteleki alkotótelepeken. Kárpátaljai alkotói táborokban is dolgozik, elsősorban a Hollósy Simon Alkotótáborban (Visk, Ökörmező, Rahó). 2009 kora tavaszán a III. Hollósy Simon Alkotótáborban (Rahó, 2008 nyara) készült munkákból nyílt kiállítás Beregszászban a Kárpátaljai Magyar Kulturális Szövetség (KMKSZ), a Kárpátaljai Magyar Képző- és Iparművészek Révész Imre Társasága (RIT) és a II. Rákóczi Ferenc Kárpátaljai Magyar Főiskola szervezésében, e kiállításon is ott szerepeltek Erfán Ferenc alkotásai.
Festőként mind a figurális ábrázolás, mind a tájképfestés terén otthonosan mozog. A naturalista, impresszionista, posztimpresszionista stílusok, s a kárpátaljai festőiskola hagyományai nyomán alakítja sajátos egyéni stílusát. Képeit ukrajnai és magyarországi múzeumok őrzik, köztük a Tiszapéterfalvi Galéria (Tiszapéterfalva), a Mezőkövesdi Városi Galéria (Mezőkövesd).
Iparművészként az üveg és a textil anyagok művészi megmunkálásával foglalkozik. Az üvegfestés és a kerámiaművészet sem idegen tőle. A köztéri művek közt térkompozíciós alkotásaival tűnik ki.

## Kiállításai (válogatás)[3]
- Kárpátaljai Magyar Képző- és Iparművészek Révész Imre Társaságának Kiállítása (1991: Ungvár);
- Alkotóművészek az olimpiai sikerekért (1992: Budapest, Népstadion, Sportcsarnok; Mezőkövesd); Barsa Stúdió (1992: Budapest); Hadtörténeti Múzeum (1992: Budapest);
- Kárpátaljai Magyar Képző- és Iparművészek Révész Imre Társaságának Kiállítása (1993: Budapest, Árkád Galéria);
- Ukrajnai köztársasági kiállítás, Kárpátaljai Képzőművészeti Múzeum, Ungvár (1995);
- Vajdasági és Kárpátaljai Művészek (1996: Budapest, Magyarok Világszövetsége);
- Kárpátaljai Magyar Képző- és Iparművészeti Kiállítás (2002: Ungvár); Révész Imre Kiállítóterem (2004: Beregszász); Kárpátaljai Megyei Néprajzi Múzeum kiállítótermében (2004: Ungvár);
- Kárpátaljai Magyar Képző- és Iparművészek Révész Imre Társaságának kiállítása (2005: Pécs).
- Jubileumi kiállítás : Erfán Ferenc 50 éves. A II. Rákóczi Ferenc Kárpátaljai Magyar Főiskola kiállítóterme (2009: Beregszász).
- Kárpátaljai Magyar Képző- és Iparművészek Révész Imre Társaságának 20 éves jubileumi kiállítása (2011: Ungvár)

Kiállított még Oroszországban, Lengyelországban, Romániában is.

## Köztéri alkotásai
- Térkompozíció (kézzel formált üveg, 1987, Ungvár);
- Térkompozíció (üveg, könnyűfém, arany, 1987, Ungvár);
- Figuratív kompozíciók (faltextil, 1992-95, Mária-templom, Lepre);
- Oltár (faltextil, 1997, Mária-templom, Tiszaújfalu).